# Martin Duelacher
Martin Duelacher (* um 1500 in Celje; † 1. Januar 1559) war Abt des Zisterzienserklosters Rein.

## Leben
Martinus Duelacher, ein Sohn oder Enkel des gleichnamigen Stadtrichters von Celje, absolvierte seine theologischen Studien vermutlich im Ausland. 1525 in Buda zum Priester geweiht, war er später Pfarrer von Leskovec und Celje. In den Jahren  1543/1544 in das unter der Leitung des protestantischen Kommendatarabts Ludwig Ungnad stehende Stift Rein gekommen, wurde er dort 1549, als König Ferdinand I. die Kommende im Kloster abschaffte, zum Abt bestimmt und leitete die Abtei bis zu seinem Tod 1559. Seine bereits erfolgte Ernennung zum Bischof von Wiener Neustadt 1553 kam nicht zustande, weil König Ferdinand seine geheime Absprache mit dem Vater des Kommendatarabtes Ungnad, Hans Ungnad, zu Ohren gekommen war, nach der er die Abtei im Tausch gegen ein Bistum Ungnads Sohn Karl überlassen sollte.
In Rein war Abt Duelacher, obwohl selber noch unter dem Einfluss der Ungnads stehend, die letzten zehn Jahre seines Lebens damit beschäftigt, die verheerenden Folgen der Kommende zu beseitigen: die  Zahl der  Mönche war  auf  einige  Mönche zusammengeschrumpft und die wirtschaftliche Lage desolat. Hohe Steuern zur Türkenhilfe und ’Kredite’ an den Landesherrn zwangen ihn, mehrere Klostergüter zu verpfänden oder zu veräußern, die nur zum Teil von seinem Nachfolger Bartholomäus von Grudenegg wieder zurückgeholt werden konnten.
Duelacher bemühte sich nicht nur um die Verbesserung der Lage in seinem Kloster, sondern als Visitator auch in den Rein unterstehenden Abteien, über die er das während der Kommende an das Stift Heiligenkreuz übertragene Paternitätsrecht zurückerlangen konnte. König Ferdinand ernannte ihn am 6. November 1555 zum königlichen Rat und Hofkaplan.
Er starb in der Neujahrsnacht 1559.